# Route nationale 22 (Serbie)
Pour les articles homonymes, voir Route nationale 22.
La route nationale 22 (en serbe cyrillique : Магистрала 22 ; en serbe latin : Magistrala 22 ; en abrégé : M22) était une route nationale de Serbie. Elle reliait Horgoš, une localité située à la frontière hongroise, à Ribariće, dans la municipalité de Tutin.

## Parcours

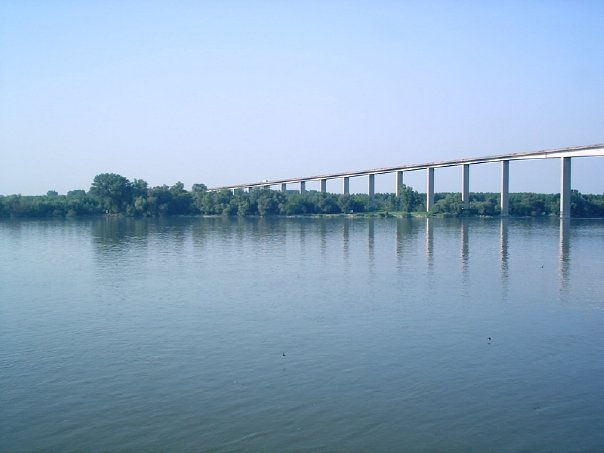
Le pont de Beška

La M22 prolongeait une route venant de Szeged en Hongrie. En Serbie, elle trouvait son origine à Horgoš, à la frontière entre la Hongrie et la Serbie et y rencontrait la nationale M22.1. Elle passait à Subotica, où elle a croisé les routes M17.1, M22.1 et M24, passait à Bikovo, Novi Žednik et Feketić, où elle retrouvait la M22.1. À Srbobran, elle rencontrait la M3 et la M22.1 puis elle passait à Sirig et à Novi Sad, où elle a croisé la M7, la M21 et la M22.1. Elle franchit ensuite le Danube au pont de Beška et arrive à Maradik, où elle croise la M22.2. Quittant la Voïvodine, elle passait à Batajnica, dans le secteur de Belgrade, et y rencontrait la M22.9. En traversant l'agglomération de la capitale, elle se reliait à la M1, à la M1.9, à la M19, à la M22.1 et à la M24.1 ; elle passait encore à Orlovača, où elle a retrouvé la M22.9, puis à Lazarevac, où elle a croisé la M4. Elle quittait alors le secteur de la ville de Belgrade et atteignait Gornji Milanovac. À Preljina, sur le territoire de la ville de Čačak, elle a croisé la route nationale 5, à Mrčajevci, toujours sur le territoire de Čačak, la M23 puis, à Kraljevo, elle retrouvait la M5 et croisait la M23.1, à Raška la M22.3 et à Novi Pazar la M8. La route terminait son parcours à Ribariće, dans la municipalité de Tutin, où elle rejoignait la route nationale 2.